# Vado Ancho
Vado Ancho es un municipio del departamento de El Paraíso en la República de Honduras.

## Toponimia
Su nombre se deriva del característico geográfico que forma el río Texiguat que pasa por la cabecera departamental.

## Límites
Su cabecera municipal está situada a orillas del Río Texiguat, es la última población a la cual llega un camino vecinal que admite el tránsito de vehículos que van desde Texiguat.
| Orientación | Límite                                         |
| ----------- | ---------------------------------------------- |
| Norte       | Municipio de Texiguat, El Paraíso              |
| Norte       | Municipio de San Lucas, El Paraíso             |
| Sur         | Municipio de Morolica, Choluteca               |
| Este        | Municipio de San Antonio de Flores, El Paraíso |
| Este        | Municipio de Morolica, Choluteca               |
| Oeste       | Municipio de Texiguat, El Paraíso              |
| Oeste       | Municipio de Liure, El Paraíso                 |

## Historia
En 1887, en el censo de población de 1887 era un municipio que formaba el Círculo de Texiguat y pertenecía a Tegucigalpa.
En 1886, se incorpora a El Paraíso, al cual pertenece actualmente.

## Población
| Año  | Habitantes |
| ---- | ---------- |
| 2010 | 3.998      |
| 2014 | 6,008      |
| 2022 | 8,015      |

## División Política
Aldeas: 5 (2013)
Caseríos: 63 (2013) 
| Código | Aldea                               |
| ------ | ----------------------------------- |
| 071701 | Vado Ancho (cabecera del municipio) |
| 071702 | Chaperna                            |
| 071703 | Las Uvillas                         |
| 071704 | San Jerónimo de Vado Ancho          |
| 071705 | Tolobre                             |